# Gurk (Kärnten)
Gurk (slowenisch Krka) ist eine Marktgemeinde Kärntens mit 1178 Einwohnern (Stand 1. Jänner 2025) im Bezirk St. Veit an der Glan in Österreich. Überregionale Bedeutung hatte der Hauptort Gurk als Bischofssitz der Diözese Gurk und durch den romanischen Gurker Dom von 1140, der auf eine Stiftung der Landesherrin Hemma von Gurk (995–1045) zurückgeht.

## Geographie

### Lage
Die Gemeinde wird vom Gemeindehauptort dominiert, in dem mehr als zwei Drittel der Einwohner der Gemeinde leben und der einer der bedeutendsten Orte des Gurktals ist. Der Marktort Gurk ist vom Bezirkshauptort St. Veit an der Glan über die kurvenreiche Wimitzer Landesstraße (21 km) oder über die gut ausgebaute Friesacher Straße und Gurktal Straße (33 km) erreichbar.
Im Talbereich der Gurk erstreckt sich die Gemeinde über eine Länge von nur etwa 4 km; dort umfasst sie auf einer Seehöhe von etwa 660 bis knapp 680 m neben dem Gemeindehauptort lediglich die Streusiedlung Reichenhaus. Nördlich des Gemeindehauptorts, auf den sonnseitigen Höhen links der Gurk, die auf Ausläufern des Mödringbergzugs liegen, erstrecken sich die Streusiedlungen Gassarest, Kreuzberg und Ranitz; die höchste Erhebung hier ist der 967 m hohe Holzerriegel.
Rechts der Gurk, südlich des Gemeindehauptorts, ziehen sich unbesiedelte schattseitige Hänge hinauf zum Rücken des nördlichen Höhenzugs der Wimitzer Berge mit dem Freithofer Berg (1188 m) als höchster Erhebung des Gemeindegebiets. Auf diesem Höhenrücken liegt der alte Pfarrort Pisweg, der bis in die 1970er-Jahre Hauptort einer eigenständigen Landgemeinde (Gemeinde Pisweg) war. Südlich dieses Höhenrückens fällt das Gemeindegebiet bis nahe zum Talboden der Wimitz ab. Am Höhenrücken und auf den südlichen sonnseitigen Hängen zum Wimitztal hin gibt es eine Reihe von überwiegend sehr abgelegenen Rotten und Streusiedlungen.
Nachbargemeinden von Gurk sind die kleine Stadt und ehemalige Bischofsresidenz Straßburg im Norden und Nordosten, Mölbling im Osten, Frauenstein im Südosten und Süden und Weitensfeld im Gurktal im Westen.

### Gemeindegliederung
Die Gemeinde ist in die drei Katastralgemeinden Pisweg, Gruska und Gurk gegliedert und umfasst folgende 22 Ortschaften (in Klammern Einwohnerzahl Stand 1. Jänner 2025):
- Dörfl (17)
- Finsterdorf (9)
- Föbing (8)
- Gassarest (6)
- Glanz (0)
- Gruska (16)
- Gurk (821) samt Finsterbach
- Gwadnitz (32)
- Hundsdorf (20)
- Kreuzberg (7)
- Krön (7)
- Masternitzen (8)
- Niederdorf (9)
- Pisweg (88)
- Ranitz (21)
- Reichenhaus (40)
- Straßa (14)
- Sutsch (13)
- Zabersdorf (13)
- Zedl (7)
- Zedroß (9)
- Zeltschach (13)

### Nachbargemeinden
|                        | Straßburg                                   |          |
| Weitensfeld im Gurktal | Kompassrose, die auf Nachbargemeinden zeigt | Mölbling |
|                        | Frauenstein                                 |          |

## Geschichte

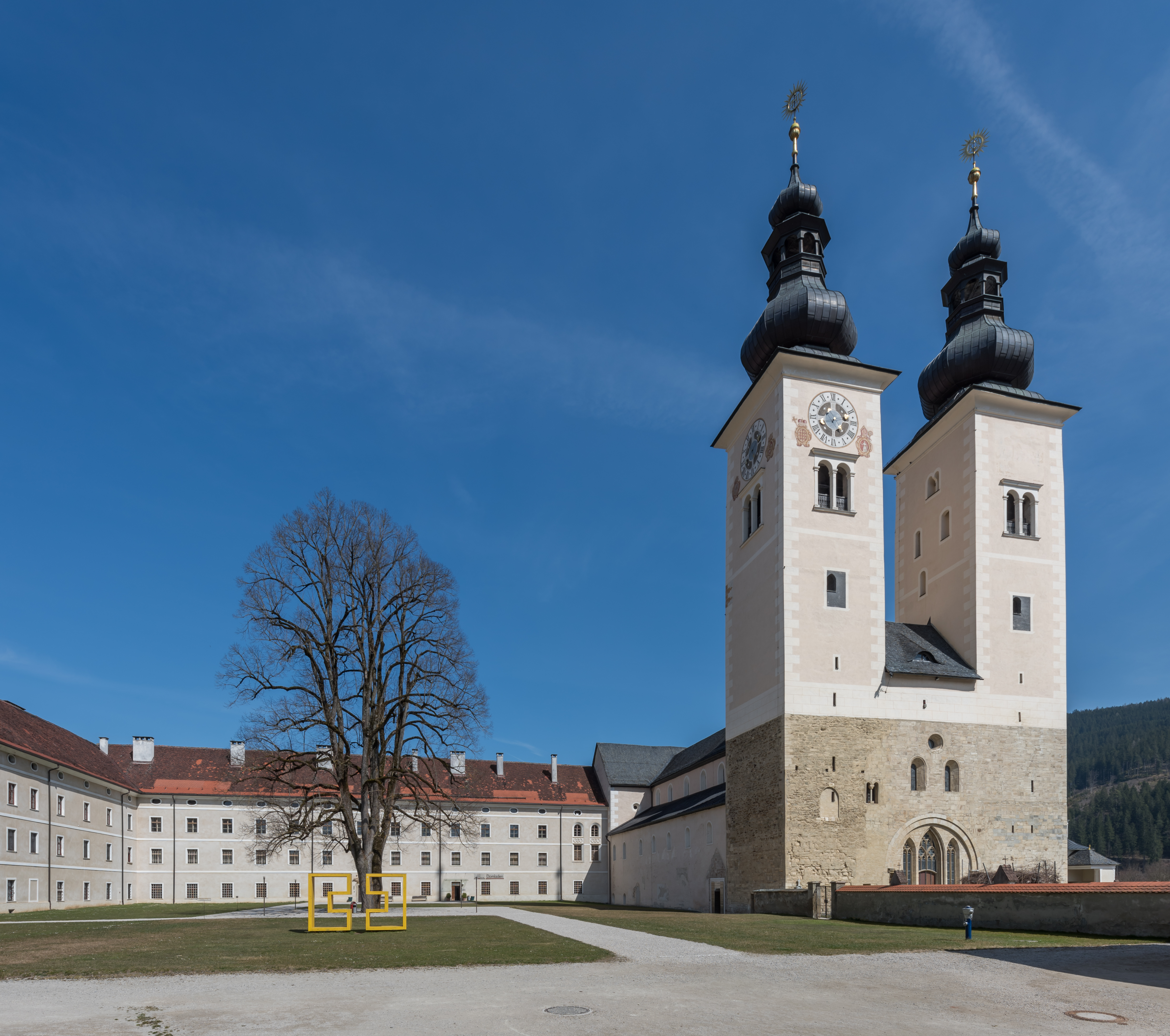
Dom zu Gurk

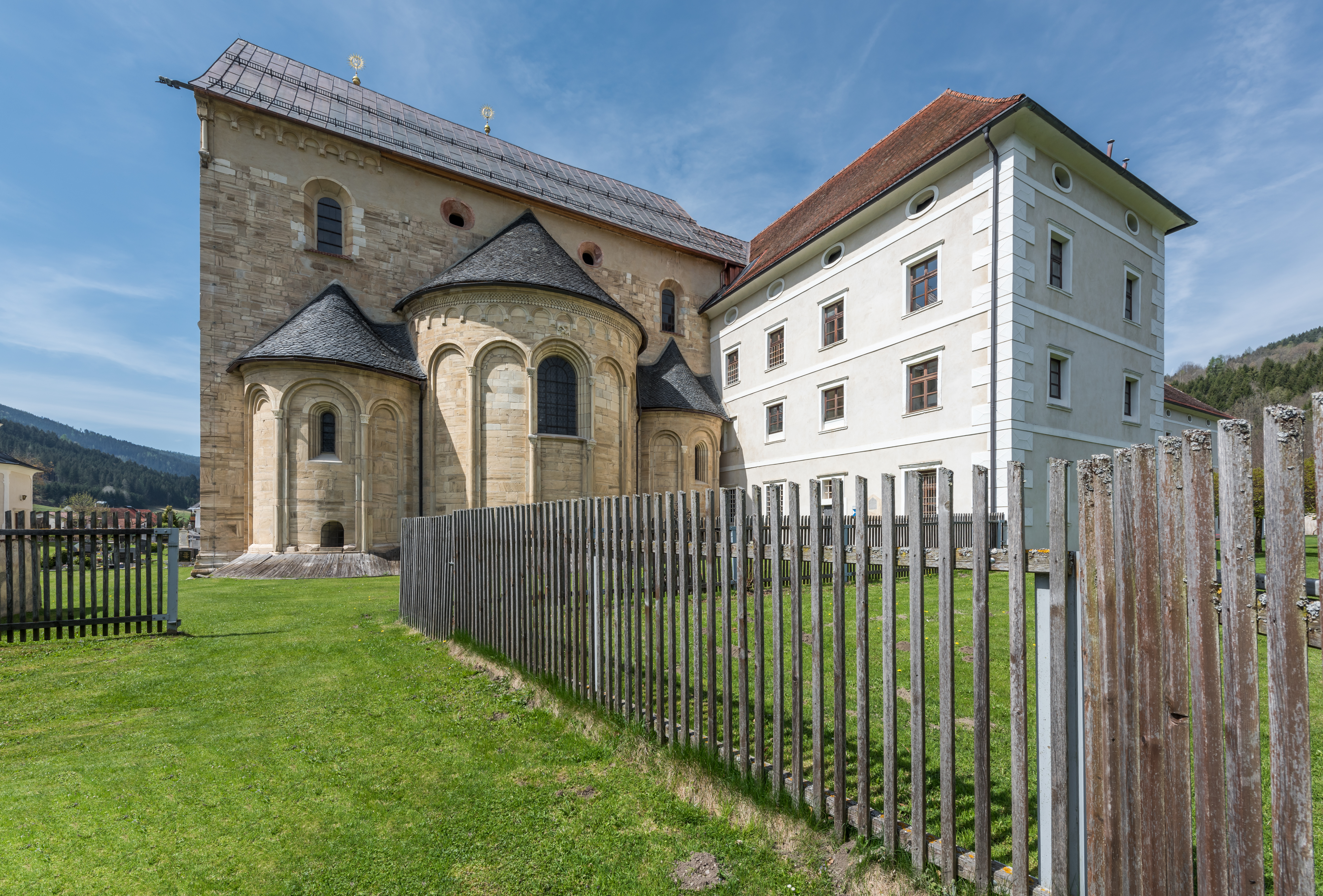
Dom und Kloster

Der Name Gurk („die Gurgelnde“) leitet sich vom gleichnamigen Fluss Gurk ab. Das heutige Gemeindegebiet wurde bereits vor zirka 2000 Jahren besiedelt, erlangte aber erst nach der Angliederung Kärntens an Bayern an Bedeutung. Die früheste urkundliche Erwähnung des Flusses stammt aus dem Jahre 831, ein salzburgischer Hof Gurk wurde 864 genannt. 898 schenkte Kaiser Arnulf dem Hemma-Vorfahren Zwentibold große Teile des Gurktals, darunter auch einen Wirtschaftshof Gurk, dessen Standort im heutigen Lieding (Gemeinde Straßburg) vermutet wird.
Im Jahr 975 erteilte Kaiser Otto II. das Privileg für ein in Lieding bestehendes Nonnenkloster. Dieses wurde durch die Gräfin Hemma von Gurk zwischen 1043 und 1045 am Platz des heutigen Ortes Gurk neu gegründet. Das Stift Gurk hatte jedoch keinen langen Bestand, es wurde statt des Nonnenklosters 1072 das Bistum Gurk von der Erzdiözese Salzburg, die reichen Besitz im nördlichen Teil Kärntens hatte, gegründet. Gurk war bis 1787 Sitz des Bistums, dessen Residenz sich jetzt in Klagenfurt befindet.
Unter der Herrschaft des Stiftes entwickelte sich im Verlauf des Hoch- und Spätmittelalters eine Siedlung von Gewerbetreibenden. Gurk erhielt im 13. Jahrhundert Marktrechte, war jedoch – wie auch andere Klostermärkte in Kärnten – lange kein Markt im vollen Rechtssinne und führte bis ins 18. Jahrhundert weder Wappen noch Siegel.
Verkehrlich wurde die Gemeinde insbesondere durch die Gurktalbahn ab 1898 erschlossen und durch sie an die Südbahn angebunden, deren Betrieb allerdings im April 1969 endgültig eingestellt wurde; die gesamte Strecke wurde im Bereich der Gemeinde demontiert. Der gegründete Verein für eine Museumsbahn wollte ursprünglich den (Museums-)Betrieb bis Gurk (als touristisches Ziel der Dom) aufnehmen, dies wurde seinerzeit durch die Anrainergemeinden und die Aufsichtsbehörden verhindert.
Am 25. Juni 1988 besuchte Johannes Paul II. den Dom und betete in der Krypta am Grab der Heiligen Hemma. Der erste Papstbesuch in der Geschichte Kärntens war zugleich ein mediales Großereignis und führte tausende Menschen zu einer Messe unter freiem Himmel vor dem Dom.
Gurk wurde 1998 vom Europarat als Europagemeinde ausgezeichnet.

### Änderungen am Umfang der Gemeinde
Die Gemeinde Gurk umfasste bei ihrer Gründung Mitte des 19. Jahrhunderts die Katastralgemeinde Gurk, die damals nur den Marktort und dessen unmittelbare Umgebung umfasste, sowie die Katastralgemeinden Zweinitz und Thurnberg. Die letzteren beiden wurden 1871 an die Gemeinde Weitensfeld abgetreten.
1925 wurde die Gemeinde nach Norden erweitert: Reichenhaus, Kreuzberg, Teile von Gassarest und ein kleiner Teil von St. Peter wurden von der Stadtgemeinde Straßburg an die Gemeinde Gurk abgetreten.
Im Zuge der Gemeindestrukturreform 1973 wurde die bis dahin eigenständige Gemeinde Pisweg, bestehend aus den Katastralgemeinden Gruska und Pisweg, an die Gemeinde Gurk angeschlossen. Die Mehrzahl der von dieser Änderung betroffenen Ortschaften hatten ab Mitte des 19. Jahrhunderts durchgehend zur Gemeinde Pisweg gehört; nur die Ortschaften Dörfl, Zedl und Zabersdorf waren zunächst Teil der Gemeinde Pfannhof gewesen, waren dann ab 1899 zur Gemeinde Kraig gehörend und waren erst 1923 an die Gemeinde Pisweg gefallen.
2016 gab es einen kleinflächigen Gebietstausch zwischen den Gemeinde Gurk und Straßburg, wodurch das Jagdhaus auf der Flatt an die Gemeinde Gurk fiel.

## Bevölkerung

### Staatsbürgerschaft, Religion
Zum Zeitpunkt der Volkszählung 2001 hatte Gurk 1.311 Einwohner, davon besaßen 99,0 % die österreichische Staatsbürgerschaft. 94,6 % der Bevölkerung bekannten sich zur römisch-katholischen und 1,5 % zur evangelischen Kirche, 3,5 % waren ohne Bekenntnis.

### Bevölkerungsentwicklung
Obwohl in den letzten Jahrzehnten die Geburtenbilanz positiv war, sank die Bevölkerungszahl wegen der negativen Wanderungsbilanz.

## Kultur und Sehenswürdigkeiten

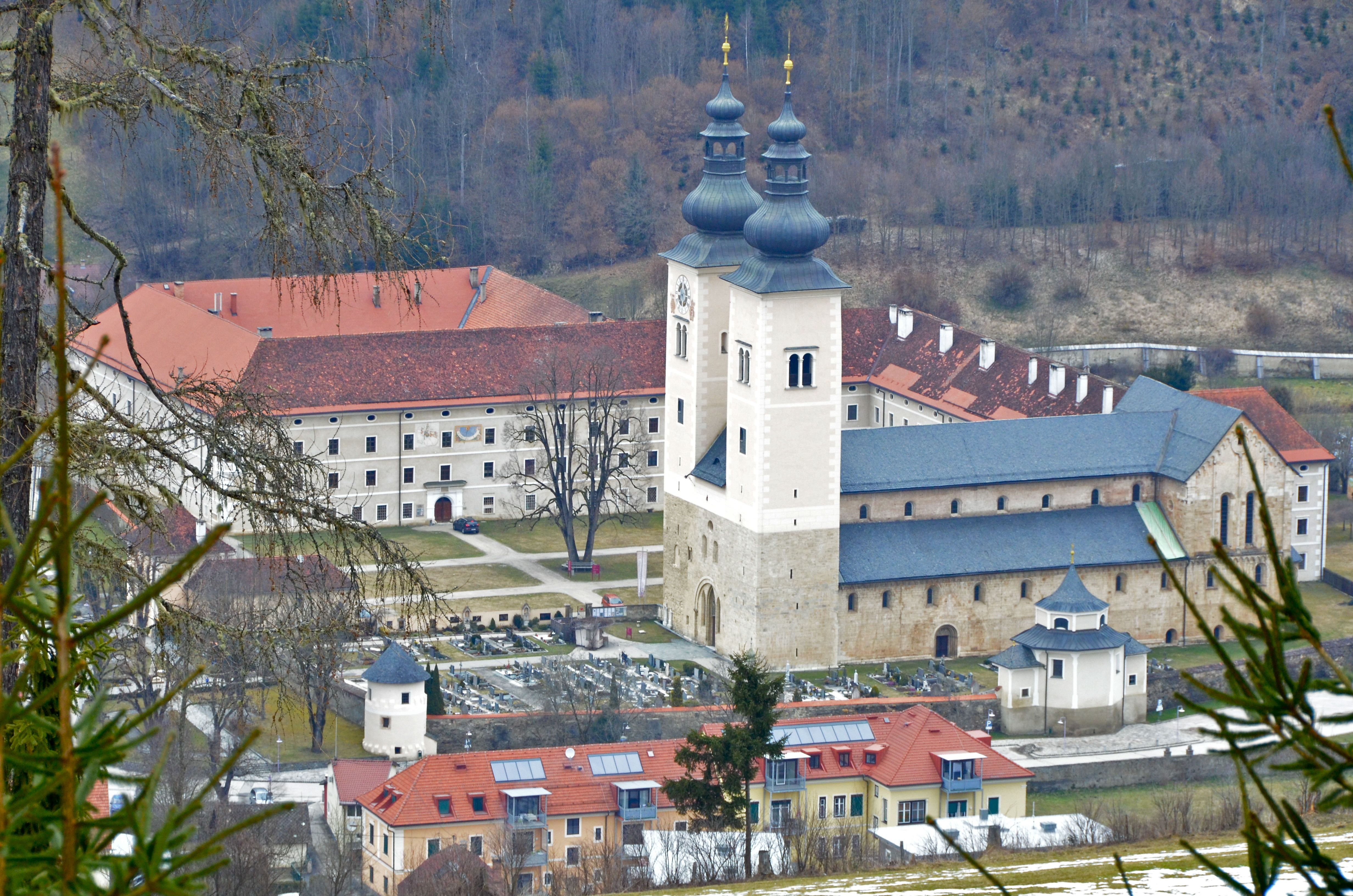
Dom zu Gurk

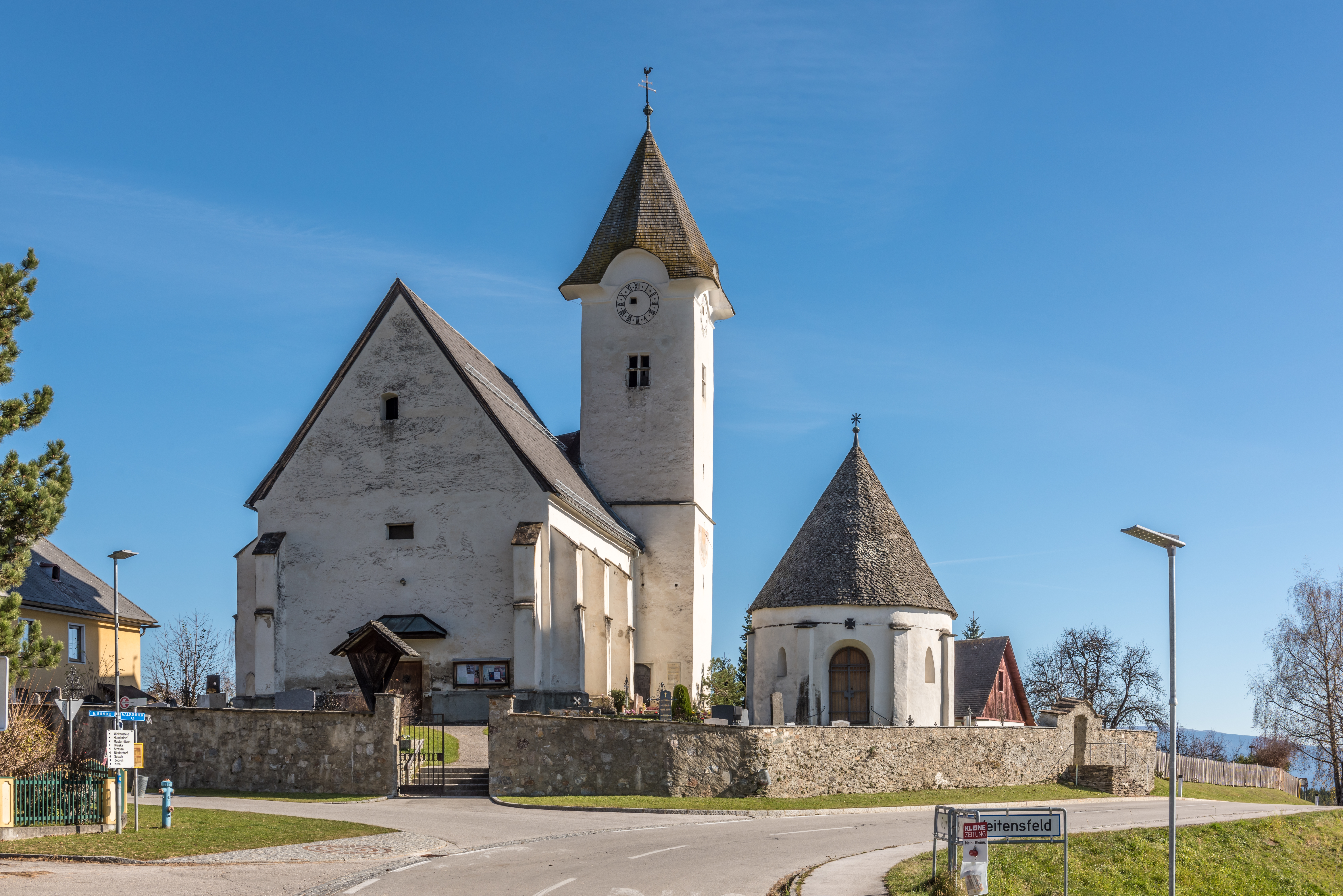
Pfarrkirche Pisweg

- Pfarr- und ehemalige Domkirche Mariä Himmelfahrt, siehe Dom zu Gurk. Der Dom stellt Österreichs bedeutendstes Baudenkmal der Romanik dar.[4] Das Grab in der Krypta des Gurker Domes ist das Zentrum der Verehrung der heiligen Hemma.
- Schatzkammer Gurk (Diözesan-Museum) im Probsthof des Stiftes
- Das Denkmal Verbindende Hände für den einstigen Kärntner Landeshauptmann Jörg Haider
- Katholische Pfarrkirche Pisweg hl. Lambert und der Karner mit bedeutenden Fresken aus dem 13. Jahrhundert.
- Gerichtsbrunnen in Ranitz, ein mittelalterlicher so genannter „Heiden- oder Römerbrunnen“
- Zwergenpark Gurktal, bis 2021, Vergnügungspark[5]

## Wirtschaft und Infrastruktur

### Wirtschaftssektoren
Gurk ist eine landwirtschaftlich geprägte Gemeinde. Von den 71 Bauernhöfen wurden im Jahr 2010 je rund die Hälfte im Haupt- und im Nebenerwerb betrieben. Im Produktionssektor spielt nur die Bauwirtschaft eine Rolle, sie ist nahezu einziger Arbeitgeber dieses Wirtschaftssektors. Die größten Arbeitgeber im Dienstleistungsbereich sind die sozialen/öffentlichen Dienste und der Handel, die jeweils mehr als ein Drittel der Erwerbstätigen beschäftigen.
| Wirtschaftssektor            | Anzahl Betriebe | Anzahl Betriebe | Anzahl Betriebe | Erwerbstätige | Erwerbstätige | Erwerbstätige |
| Wirtschaftssektor            | 2021            | 2011            | 2001            | 2021          | 2011          | 2001          |
| ---------------------------- | --------------- | --------------- | --------------- | ------------- | ------------- | ------------- |
| Land- und Forstwirtschaft 1) | 48              | 71              | 76              | 59            | 70            | 72            |
| Produktion                   | 8               | 6               | 7               | 24            | 14            | 20            |
| Dienstleistung               | 54              | 56              | 45              | 192           | 192           | 162           |

1) Betriebe mit Fläche in den Jahren 2010 und 1999, Arbeitsstätten im Jahr 2021

### Arbeitsmarkt, Pendeln
Wie auch die Nachbargemeinden ist Gurk eine Pendlergemeinde. Von den rund 600 Erwerbstätigen des Marktes arbeitet weniger als ein Drittel in der Gemeinde, mehr als 400 pendeln aus. Davon bleibt etwa die Hälfte im Bezirk, ein weiteres Drittel arbeitet anderswo in Kärnten und zwölf Prozent in einem anderen Bundesland. Aus der Umgebung kommen knapp hundert Menschen zur Arbeit nach Gurk.

### Infrastruktur
- Eisenbahn: Der nächste Bahnhof befindet sich rund fünfzehn Kilometer östlich in Althofen, wo es über die Südbahn Verbindungen nach Klagenfurt im Süden und die Steiermark im Norden gibt.[11]
- Straße: Durch den Markt verläuft die Gurktal Straße B93.

## Politik

### Gemeinderat

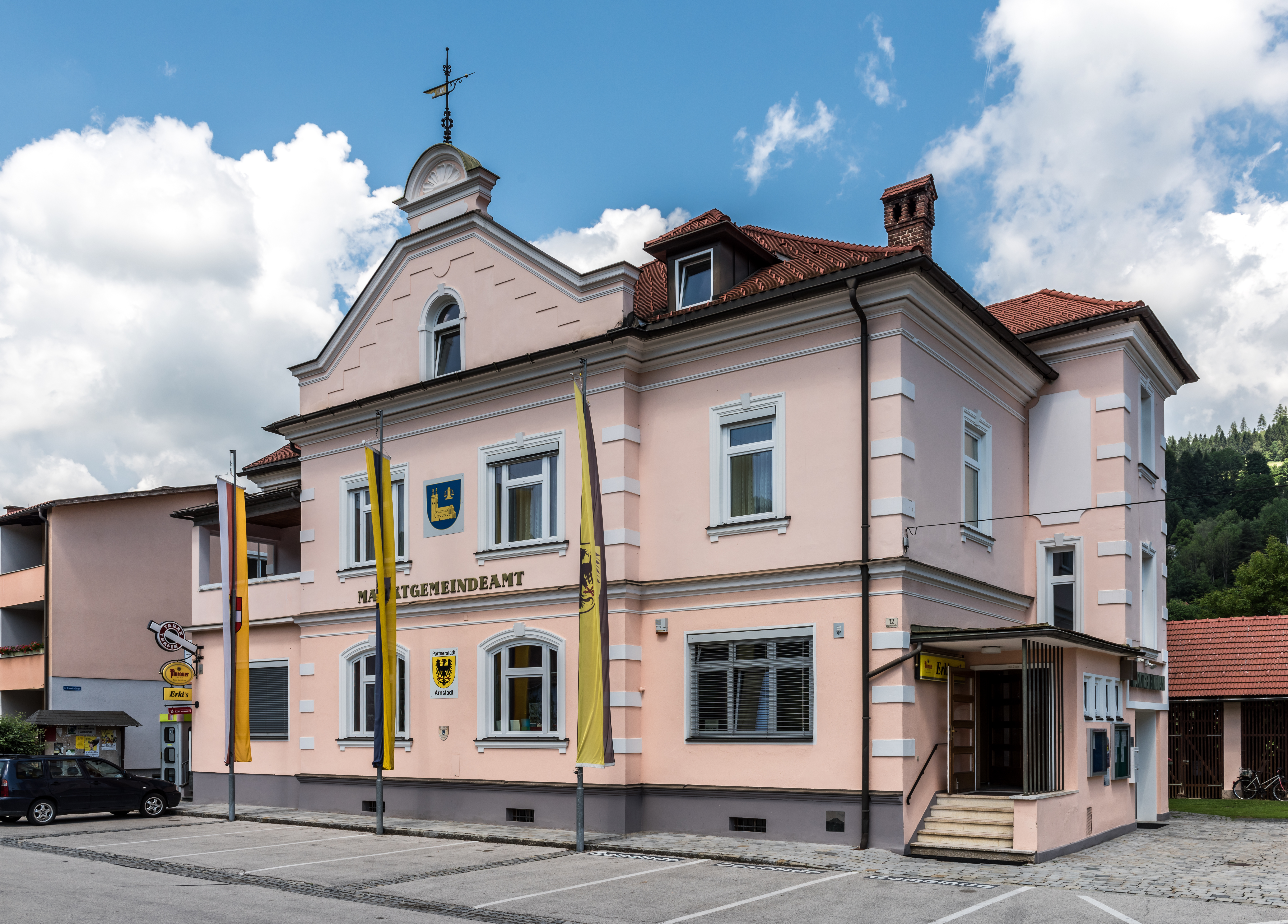
Gemeindeamt Gurk

Der Gemeinderat besteht aus 15 Mitgliedern und setzt sich seit der Gemeinderatswahl 2021 wie folgt zusammen:
- 8 FPG (Die Freiheitlichen in Gurk/Pisweg)
- 3 SPÖ
- 3 ÖVP
- 1 Grüne

### Bürgermeister
Zwischen 1991 und 2021 war der u. a. wegen positiver Äußerungen zum Nationalsozialismus auf überregionaler Ebene umstrittene Siegfried Kampl Bürgermeister (für FPÖ, dann BZÖ und anschließend wieder die Freiheitlichen) in Gurk/Pisweg, bevor er wieder von der FPÖ ausgeschlossen wurde.
Seit 2021 ist Siegfried Wuzella (FPG) Bürgermeister von Gurk.

### Wappen
Das Wappen von Gurk zeigt „in Blau eine langgestreckte romanische Basilika mit zwei barock behelmten Türmen; das Langhaus ist von einer Biedermeierwaage überhöht“. Die Waage über dem Gurker Dom wurde von einem Marktsiegel aus dem 19. Jahrhundert übernommen; obwohl Lieding bereits seit 975 Marktrechte besaß und auch eine erste Siedlung von Gewerbetreibenden beim Dom im 13. Jahrhundert solche erhielt, führte Gurk noch im 18. Jahrhundert weder Wappen noch Siegel. Erst nach der Verlegung des Bischofssitzes nach Klagenfurt findet sich an Urkundenbüchern ein eigenes, „Markt Gurk“ bezeichnetes Siegel, das eine Biedermeierwaage, Symbol des Marktrichters und einer gerechten Obrigkeit, als Motiv hat.
Wappen und Fahne wurden der Gemeinde am 20. Februar 1969 verliehen, die Fahne ist Gelb-Blau-Gelb mit eingearbeitetem Wappen.

### Partnerschaft
- Arnstadt in Thüringen (Deutschland)[16]

## Persönlichkeiten

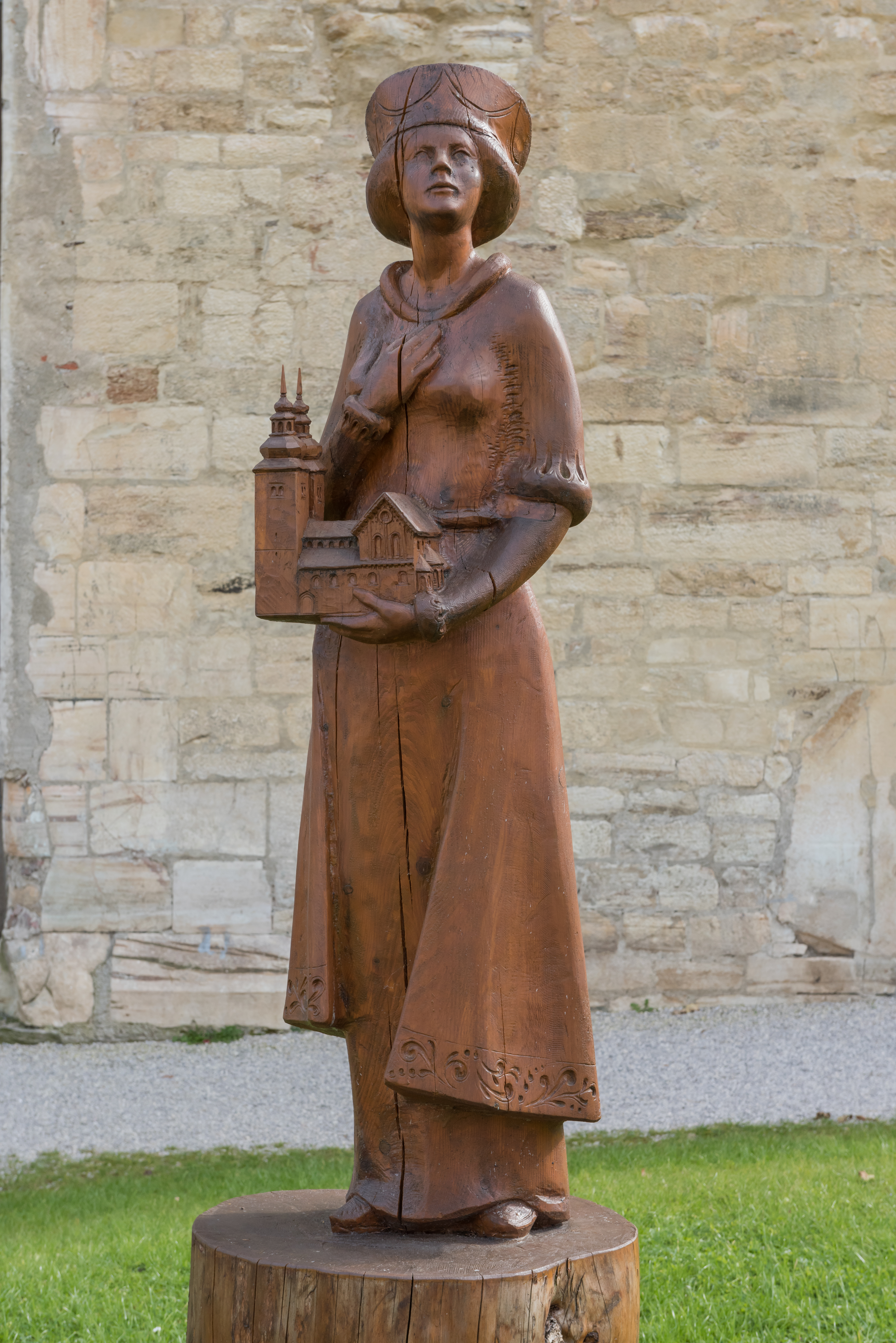
Hemmastatue vor dem Gurker Dom

### Söhne und Töchter der Gemeinde
- Leonhard Eisenschmied (1770–1824), Reisender und Abenteurer
- Wilhelm Mitterdorfer (1815–1896), österreichischer Hof- und Gerichtsadvokat und Politiker
- Anton Kless Edler von Drauwörth (1882–1961), Offizier
- Heide Grübl (1937–2013), Schauspielerin und Hörspielsprecherin
- Heinz Gärtner (* 1951), Politikwissenschaftler und Publizist

### Mit der Gemeinde verbundene Persönlichkeiten
- Heilige Hemma von Gurk (* zwischen 995 und 1000 – wahrscheinlich 1045)